# ブラシュカ父子

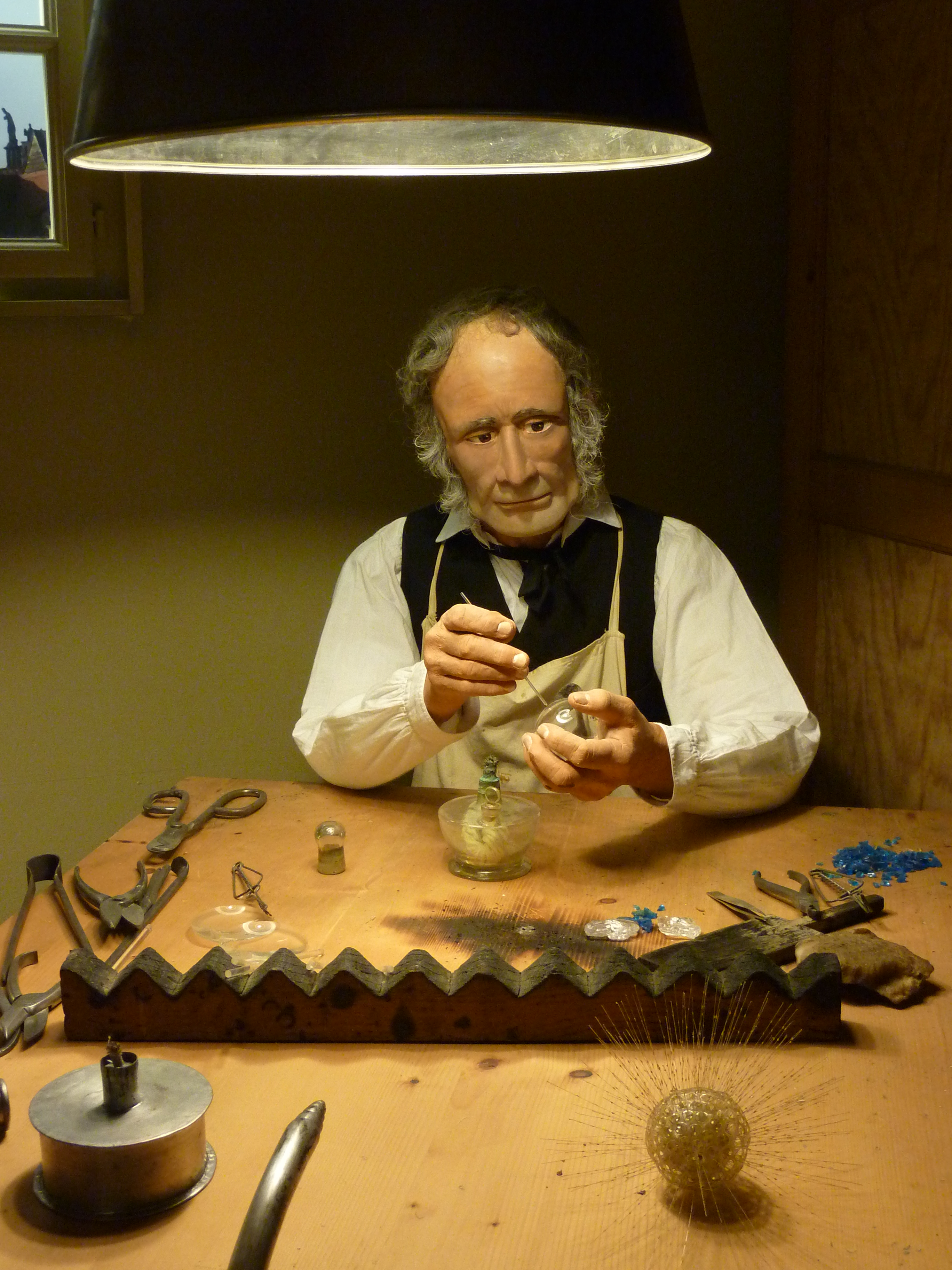
レオポルド・ブラシュカの人形

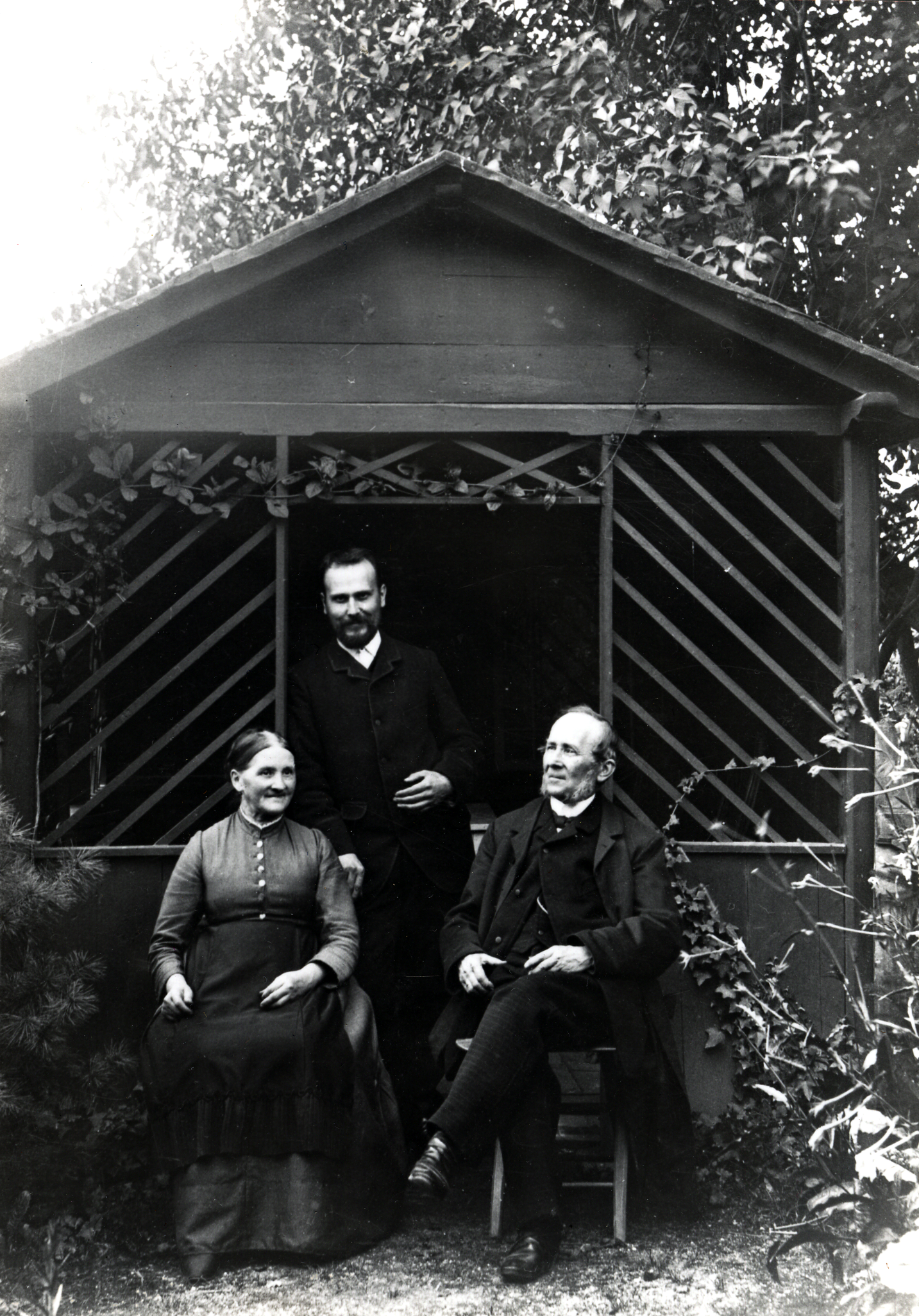
ブラシュカ父子

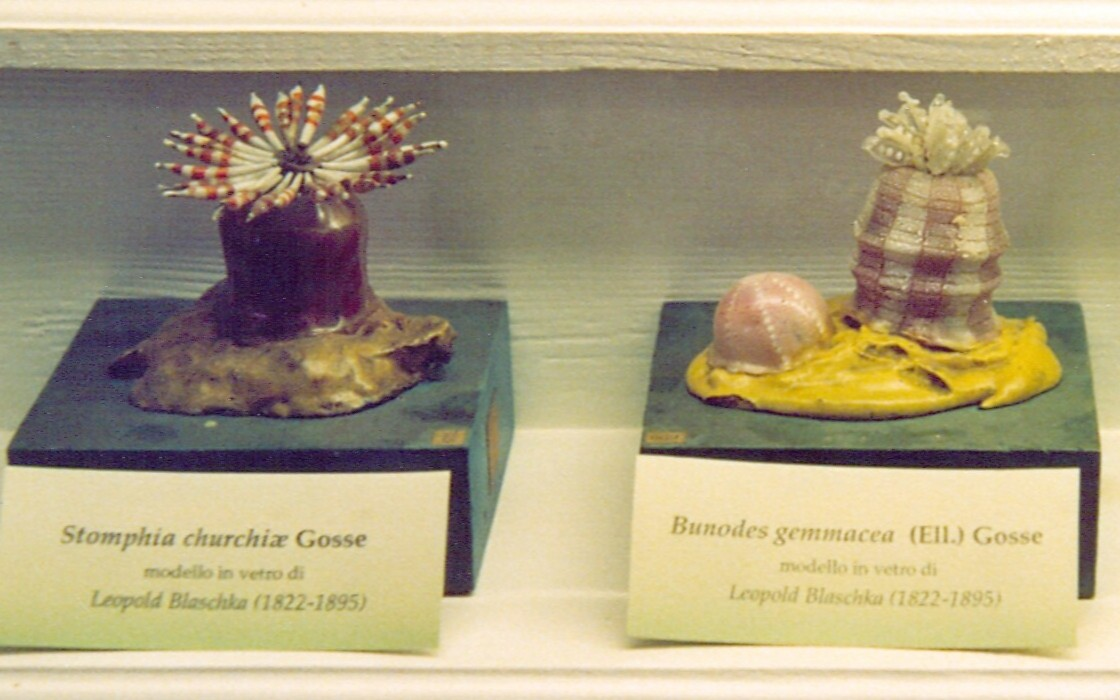
イソギンチャクの模型

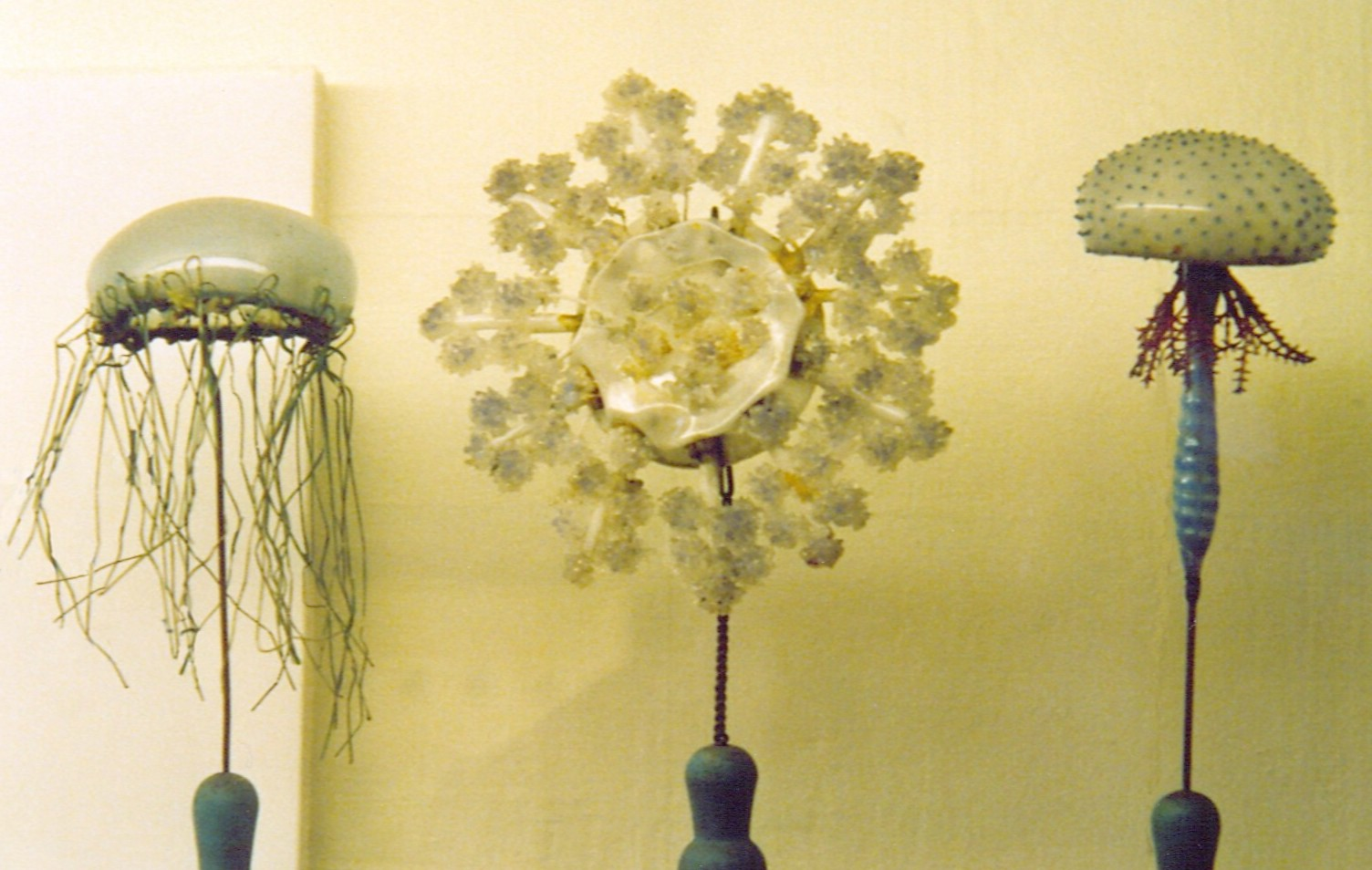
クラゲの模型

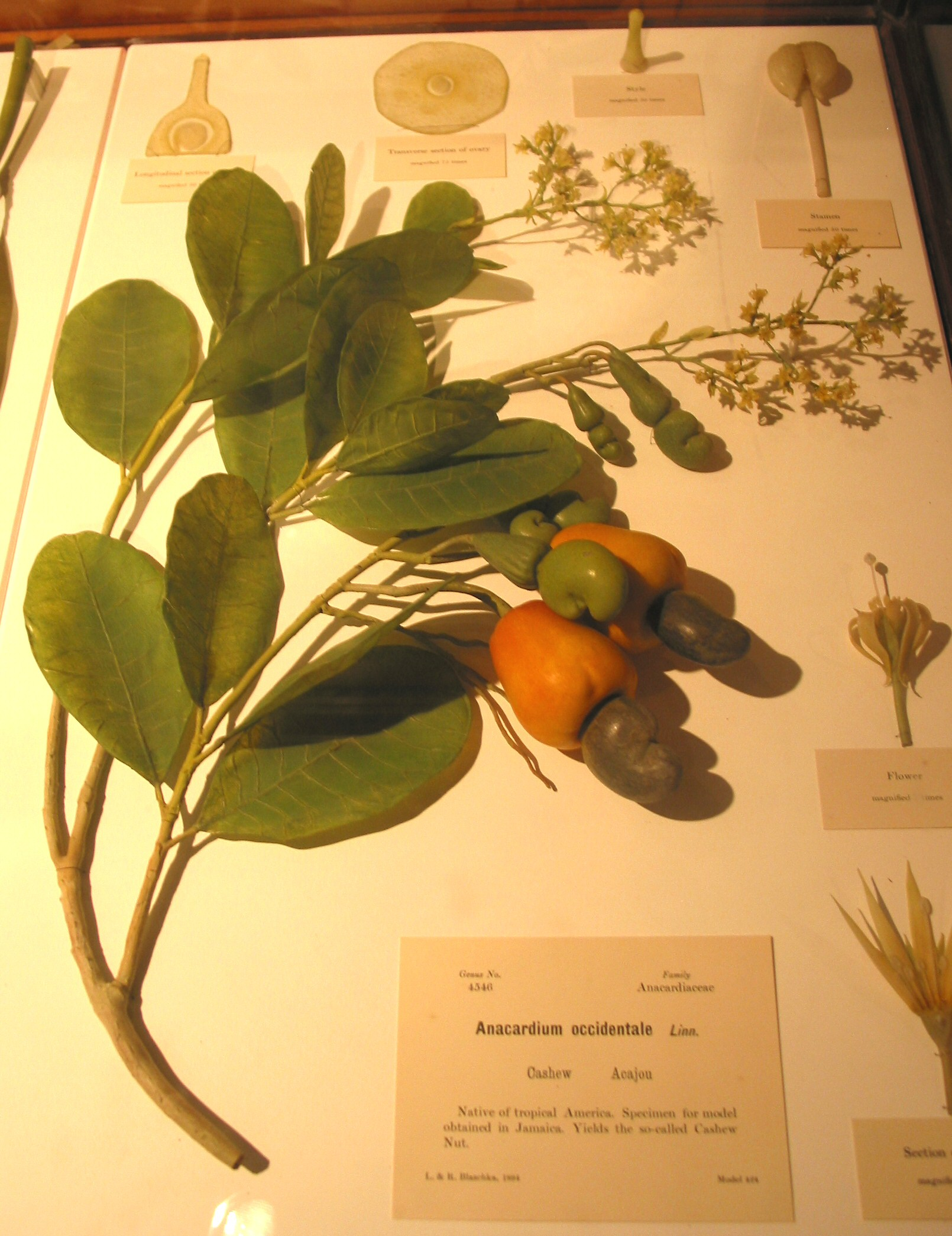
ハーバード標本館の展示の一部

レオポルド・ブラシュカ（Leopold Blaschka、1822年5月27日 – 1895年7月3日）とルドルフ・ブラシュカ（1857年6月17日 – 1939年5月1日）の親子は、ボヘミア地方出身のガラス工芸家である。ドイツのドレスデン近郊に工房を持ち、19世紀後半から20世紀半ばにかけて、ハーバード大学標本館をはじめ世界中の博物館や教育機関のために、ガラスによる精巧な生物模型を作ったことで知られる。

## 略歴
レオポルドはボヘミアのチェスキー・ドゥプで生まれた。家系は15世紀から続くガラスと宝石細工を生業とする一族で、ガラス細工、金属・宝石細工が盛んなイゼラ山地のアントニヴァルドを出身地とする一族である。一族はヴェネツィアのガラス細工の経験もあった。レオポルドは幼い頃から芸術的才能を示し、金細工や宝石加工に従事した後、家業のガラス装飾品や義眼の製造に加わった。
1853年に健康を害し、保養のために船旅にでて、アメリカへ旅し戻った。船上では海生生物、特に無脊椎動物の絵を描いてすごした。
息子ルドルフは1857年に生まれ、家族は良い教育環境を求めドレスデンに移った。レオポルドは書籍で調べた珍しい植物のガラスによる模型を造り始めた。フランスの貴族ロアン家のPrince Camilleが知ることになり、100個のランのグラス模型を注文した。

## ブラシュカ模型
1863年にドレスデン州立動物博物館の学芸員だったルートヴィヒ・ライヒェンバッハがブラシュカの展覧会で精巧な花のガラス作品を見て、それまで再現に苦慮していた生物の模型制作をブラシュカに依頼した。水生生物の12の生物模型の注文を受け、書物の図版をもとに製作し、高い評判を得た。博物館や水族館、大学などの教育機関に保存の難しい水生無脊椎動物のガラス模型の販売を始めた。図版や、写真やロウ細工による展示や教育に比べて大きく進歩した方法であると評価された。製作する生物の範囲はしだいに広がり、自宅に水槽を作り、模型にする生き物の生きている状態を観察した。
1876年、ルドルフは父親の仕事を手伝い始め、その頃、131種のウミウシやクラゲなどの生物模型をボストン自然史博物館協会（現：ボストン科学博物館）のために製作した。この模型をハーバード大学植物博物館の設立準備をしていたジョージ・グーデールが見て、ブラシュカの元を訪問、植物モデルを作ることを要請した。この仕事のためにブラシュカは植物について研究し、新しい製作技術を開発しなければならなかった。
最初にアメリカに送られた模型のいくつかは輸入手続で損傷をうけたが、グーデールはそれを公開し、観客のなかの篤志家がブラシュカと長期契約を結んで、植物模型の製作するための資金提供を申し出た。1887年に契約は結ばれ、ブラシュカは仕事の時間の半分を標本館の仕事に費やすことになった。模型は破損をふせぐために大学へ直送され、税関の職員の立会いのもとで、館員が包装を解くようになった。1890年に契約は10年間延長され、報酬は年間8800マルクであった。、
ブラシュカの植物模型（ハーバード標本館に展示され「グラス・フラワーズ」〈英語: Glass Flowers、ガラスの花〉と呼ばれる）は透明ガラス、着色ガラスを駆使し金属で針金で補強されている。多くの作品はルドルフが着色した。ドレスデンでは見られない植物を製作するためにピルニッツ宮殿の庭園やドレスデン植物園に通い、いくつかの種子を送ってもらって、自ら栽培した。ルドルフはカリブ海やアメリカに渡り、図版をつくった。2度目のルドルフのアメリカ旅行中にレオポルドは没し、その後の仕事はルドルフが一人で続けた。高品質のガラスの入手のためにガラス材料も自作するようになった。1938年まで、植物模型の製作を続け、標本館のために3000の模型を制作し、780は実物大で残りは細部が見られるように拡大された大きさで製作された。

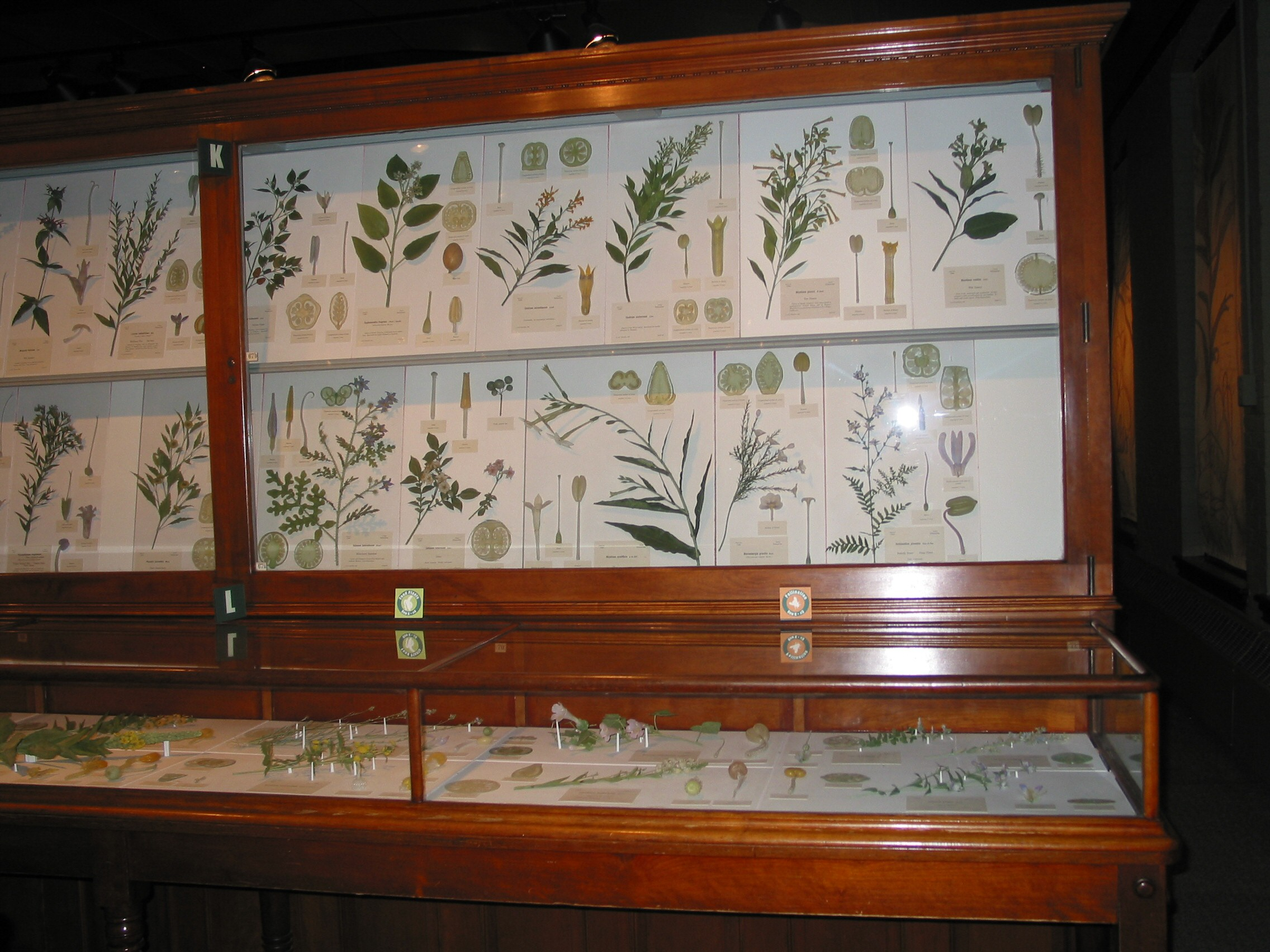
ハーバード大学自然史博物館グラス・フラワー・ギャラリー

## ハーバード大学自然史博物館ブラシュカ模型コレクション
ハーバード大学自然史博物館は、ブラシュカ製ガラス模型の世界最大のコレクションを保有する。同大学植物博物館が50年間（1887-1936）に渡ってブラシュカに制作依頼した植物模型のうち、847個の実物大模型（780種）と3000個以上の部分拡大模型が保存されており、一部を除き、常時一般公開されている。資金提供者であるウェア家の名を取ってウェア・コレクションというが、一般にはグラス・フラワーズ（英語: Glass Flowers、ガラスの花）の名で知られ、植物のほか、蜂などの昆虫の模型も含まれている。同大学比較動物学博物館が保有する430個の無脊椎動物のガラス模型のうち60個も自然史博物館に常時展示されている。これらは、ハーバード大学が植物模型を依頼する前にブラシュカが各地の博物館への販売用に制作していたもので、1870年代から1880年代にかけて同大学がアメリカの販売代理人を通じて購入した。
ハーバード大学以外では、コーネル大学、コーニング（ニューヨーク州）のガラス博物館、ボストン科学博物館、ロンドン自然史博物館、アイルランド国立博物館、マギル大学レッドパス博物館、ジュネーブ自然史博物館などがブラシュカのガラス模型コレクションを保有している。